# János Panyik
János Panyik (* 25. Oktober 1970 in Gyöngyös) ist ein ehemaliger ungarischer Biathlet.
János Panyik lebt in Gyöngyös. Der Mechaniker startete für Honvéd Zalka Gyöngyös und begann 1987 mit dem Biathlonsport. Seit Ende der 1980er Jahre startete er im Biathlon-Weltcup. Erste internationale Meisterschaft wurden die Biathlon-Weltmeisterschaften 1990, die wegen Wetterkapriolen an drei Orten stattfanden. Panyik wurde in Minsk im Einzel eingesetzt und wurde 71. Ein Jahr später wurde er in Lahti 61. des Sprint. Die Olympischen Winterspiele 1992 in Albertville wurde zur ersten Olympiateilnahme des Ungarn. Bei den Rennen in Les Saisies wurde Panyik 78. des Einzels, 73. des Sprints und mit László Farkas, Gábor Mayer und Tibor Géczi als Startläufer der Staffel 15. In Borowetz wurde er bei den Biathlon-Weltmeisterschaften 1993 81. des Einzels und 83. des Sprintrennens. 1994 nahm Panyik in Lillehammer als einziger männlicher Biathlet aus Ungarn an seinen zweiten Olympischen Spielen teil, wo er mit den Rängen 31 im Einzel und 33 im Sprint zwei für ungarische Biathlonverhältnisse gute Resultate erreichte. Es folgte ein Jahr später in Antholz eine weitere Teilnahme bei Weltmeisterschaften, wo er 42. des Einzels, 53. des Sprints und als Startläufer mit Tomas Molnar, Imre Tagscherer und István Oláh Nelu Staffel-22. wurde. 1996 wurde der Ungar in Ruhpolding 64. des Einzels, 70. des Sprints und mit Oláh, Tagscherer und Tibor Holéczy erneut als Startläufer 22. im Staffelrennen. 1997 kamen in Osrblie die Platzierungen 66 im Sprint und mit Gyula Jeney, Imre und Zoltán Tagscherer mit der Mannschaft 21. Im Einzel kam er auf den zehnten Platz und erreichte damit eine der besten Platzierungen ungarischer Biathleten überhaupt. Es folgte 1998 die dritte und letzte Teilnahme an Olympischen Winterspielen, wo er in Nagano erneut der einzige ungarische Biathlet war und im Sprint den 63. Platz belegte. Im weiteren Jahresverlauf startete Panyik in Osrblie bei den Sommerbiathlon-Weltmeisterschaften 1998, bei denen er 17. des Sprints, 30. der Verfolgung und mit Csaba Cséke, Ignac Der und Csaba Kiss 12. wurde. Zum Karriereende wurden die Biathlon-Weltmeisterschaften 1999 am Holmenkollen in Oslo, wo er seine Karriere mit einem 72. Rang im Einzel beschloss.

## Weltcup-Platzierungen
Die Tabelle zeigt alle Platzierungen (je nach Austragungsjahr einschließlich Olympische Spiele und Weltmeisterschaften).
- 1.–3. Platz: Anzahl der Podiumsplatzierungen
- Top 10: Anzahl der Platzierungen unter den ersten zehn (einschließlich Podium)
- Punkteränge: Anzahl der Platzierungen innerhalb der Punkteränge (einschließlich Podium und Top 10)
- Starts: Anzahl gelaufener Rennen in der jeweiligen Disziplin

| Platzierung                                                              | Einzel | Sprint | Verfolgung | Massenstart | Team | Staffel | Gesamt |
| ------------------------------------------------------------------------ | ------ | ------ | ---------- | ----------- | ---- | ------- | ------ |
| 1. Platz                                                                 |        |        |            |             |      |         |        |
| 2. Platz                                                                 |        |        |            |             |      |         |        |
| 3. Platz                                                                 |        |        |            |             |      |         |        |
| Top 10                                                                   | 1      |        |            |             |      |         | 1      |
| Punkteränge                                                              | 1      |        |            |             | 1    | 6       | 8      |
| Starts                                                                   | 33     | 43     | 2          |             | 1    | 6       | 85     |
| Stand: Karriereende, einschließlich WM und Olympia, Daten nicht komplett |        |        |            |             |      |         |        |